# Leichtathletik-Südamerikameisterschaften 1920
Die II. Leichtathletik-Südamerikameisterschaften fanden vom 23. bis zum 25. April 1920 in  Santiago de Chile im Campos de Sports de Ñuñoa ausgetragen. Es nahmen Athleten aus Argentinien, Chile und aus Uruguay teil. Die Mannschaftswertung gewann die Mannschaft Chiles mit 61 Punkten vor der Mannschaft Uruguays mit 45 Punkten und den Argentiniern mit 24 Punkten. Erfolgreichster Athlet war der uruguayische Sprinter Isabelino Gradín, der drei Wettbewerbe inklusive der Staffel gewann. Da Gradín bereits bei den ersten Südamerikameisterschaften zwei Wettbewerbe gewonnen hatte, war er mit fünf Siegen auch der bis dahin erfolgreichste Athlet überhaupt.
Außer Gradín konnten auch der Hürdenläufer Harold Rosenqvist, der Weitspringer Ricardo Müller, der Hammerwerfer Leonardo de Lucca und der Speerwerfer Arturo Medina ihre Titel erfolgreich verteidigen.

## Männerwettbewerbe

### 100-Meter-Lauf
| Platz | Athlet           | Land | Zeit (s) |
| ----- | ---------------- | ---- | -------- |
| 1     | Marcelo Uranga   | CHI  | 10,8     |
| 2     | Julio Gorlero    | URU  | 11,0     |
| 3     | Humberto Ramírez | CHI  |          |

Finale: 23. April

### 200-Meter-Lauf
| Platz | Athlet           | Land | Zeit (s) |
| ----- | ---------------- | ---- | -------- |
| 1     | Isabelino Gradín | URU  | 22,4     |
| 2     | Humberto Ramírez | CHI  | 22,6     |
| 3     | Julio Gorlero    | URU  | 23,4     |

Finale: 25. April

### 400-Meter-Lauf
| Platz | Athlet           | Land | Zeit (s) |
| ----- | ---------------- | ---- | -------- |
| 1     | Isabelino Gradín | URU  | 54,0     |
| 2     | Eduardo Flores   | URU  | 54,6     |
| 3     | Gavino Reginato  | CHI  |          |

Finale: 25. April

### 800-Meter-Lauf
| Platz | Athlet           | Land | Zeit (min) |
| ----- | ---------------- | ---- | ---------- |
| 1     | Enrique Thompson | ARG  | 2:06,2     |
| 2     | Juan Campos      | URU  | 2:06,4     |
| 3     | Carlos Escobar   | CHI  | 2:06,8     |

Finale: 24. April

### 1500-Meter-Lauf
| Platz | Athlet           | Land | Zeit (min) |
| ----- | ---------------- | ---- | ---------- |
| 1     | Ángel Entrecasas | ARG  | 4:23,2     |
| 2     | Juan Marshall    | CHI  | 4:23,4     |
| 3     | Óscar Guajardo   | CHI  | 4:26,2     |

Finale: 25. April

### 5000-Meter-Lauf
| Platz | Athlet        | Land | Zeit (min) |
| ----- | ------------- | ---- | ---------- |
| 1     | Juan Jorquera | CHI  | 16:11,4    |
| 2     | Manuel Moraga | CHI  | 16:21,8    |
| 3     | Manuel Plaza  | CHI  | 16:29,4    |

Finale: 23. April
Der 5000-Meter-Lauf stand erstmals auf dem Programm der Südamerikameisterschaft.

### 10.000-Meter-Lauf
| Platz | Athlet           | Land | Zeit (min) |
| ----- | ---------------- | ---- | ---------- |
| 1     | Juan Jorquera    | CHI  | 33:13,6    |
| 2     | Manuel Plaza     | CHI  | 33:18,2    |
| 3     | Enrique Calderón | CHI  |            |

Finale: 25. April

### 110-Meter-Hürdenlauf
| Platz | Athlet            | Land | Zeit (s) |
| ----- | ----------------- | ---- | -------- |
| 1     | Harold Rosenqvist | CHI  | 16,4     |
| 2     | Carlos Patiño     | URU  | 16,6     |
| 3     | Otto Dietsch      | ARG  |          |

Finale: 23. April

### 200-Meter-Hürdenlauf
| Platz | Athlet             | Land | Zeit (s) |
| ----- | ------------------ | ---- | -------- |
| 1     | Harold Rosenqvist  | CHI  | 26,2     |
| 2     | Andrés Mazzali     | URU  | 26,8     |
| 3     | Francisco Silveira | URU  |          |

Finale: 25. April
Der 200-Meter-Hürdenlauf stand 1920 letztmals auf dem Programm.

### 400-Meter-Hürdenlauf
| Platz | Athlet             | Land | Zeit (s) |
| ----- | ------------------ | ---- | -------- |
| 1     | Andrés Mazzali     | URU  | 59,0     |
| 2     | Eduardo Diez       | CHI  | 59,8     |
| 3     | Francisco Silveira | URU  |          |

Finale: 24. April

### 4-mal-400-Meter-Staffel
| Platz | Land        | Athleten                                                    | Zeit (min) |
| ----- | ----------- | ----------------------------------------------------------- | ---------- |
| 1     | Uruguay     | Julio Gorlero Eduardo Flores Mario Herrera Isabelino Gradín | 3:34,0     |
| 2     | Argentinien | Garay Pozzi Borshman Enrique Thompson                       |            |
| 3     |             |                                                             |            |

Finale: 25. April
Es waren nur zwei Staffeln am Start.

### Hochsprung
| Platz | Athlet          | Land | Höhe (m) |
| ----- | --------------- | ---- | -------- |
| 1     | Hernán Orrego   | CHI  | 1,76     |
| 2     | Carlos Patiño   | URU  | 1,75     |
| 3     | Osvaldo Kolbach | CHI  | 1,70     |

Finale: 23. April

### Standhochsprung
| Platz | Athlet           | Land | Höhe (m) |
| ----- | ---------------- | ---- | -------- |
| 1     | Juan Moliné      | ARG  | 1,44     |
| 2     | Carlos Asiadacz  | CHI  | 1,43     |
| 3     | Carlos Fernández | URU  | 1,42     |

Finale: 24. April
Die Standsprünge standen 1920 letztmals auf dem Programm.

### Stabhochsprung
| Platz | Athlet           | Land | Höhe (m) |
| ----- | ---------------- | ---- | -------- |
| 1     | Héctor Berruti   | URU  | 3,26     |
| 2     | Ernesto Goycolea | CHI  | 3,25     |
| 3     | Enrique Sansot   | CHI  | 3,20     |

Finale: 25. April

### Weitsprung
| Platz | Athlet           | Land | Weite (m) |
| ----- | ---------------- | ---- | --------- |
| 1     | Ricardo Müller   | CHI  | 6,52      |
| 2     | Fortunato Antola | URU  | 6,105     |
| 3     | Héctor Benapres  | CHI  | 6,095     |

Finale: 24. April

### Standweitsprung
| Platz | Athlet          | Land | Weite (m) |
| ----- | --------------- | ---- | --------- |
| 1     | Francisco Japke | CHI  | 2,995     |
| 2     | Hernán Orrego   | CHI  | 2,975     |
| 3     | Juan Moliné     | ARG  | 2,945     |

Finale: 23. April
Die Standsprünge standen 1920 letztmals auf dem Programm.

### Dreisprung
| Platz | Athlet          | Land | Weite (m) |
| ----- | --------------- | ---- | --------- |
| 1     | Adolfo Reccius  | CHI  | 13,395    |
| 2     | Héctor Benapres | CHI  | 13,205    |
| 3     | Erwin Gevert    | CHI  | 12,69     |

Finale: 25. April
Der Dreisprung stand erstmals auf dem Programm.

### Kugelstoßen
| Platz | Athlet              | Land | Weite (m) |
| ----- | ------------------- | ---- | --------- |
| 1     | Benigno Rodríguez   | ARG  | 11,96     |
| 2     | Teodoro Scheihing   | CHI  | 11,54     |
| 3     | Jorge Llobet Cullen | ARG  | 11,50     |

Finale: 23. April
Rodríguez war der erste argentinische Südamerikameister.

### Diskuswurf
| Platz | Athlet               | Land | Weite (m) |
| ----- | -------------------- | ---- | --------- |
| 1     | Jorge Llobet Cullen  | ARG  | 35,28     |
| 2     | David Martín Estévez | URU  | 34,64     |
| 3     | Gustavo Krüger       | CHI  | 34,55     |

Finale: 25. April

### Hammerwurf
| Platz | Athlet              | Land | Weite (m) |
| ----- | ------------------- | ---- | --------- |
| 1     | Leonardo de Lucca   | URU  | 34,14     |
| 2     | Jorge Llobet Cullen | ARG  | 33,05     |
| 3     | Teodoro Scheihing   | CHI  | 32,97     |

Finale: 24. April

### Speerwurf
| Platz | Athlet         | Land | Weite (m) |
| ----- | -------------- | ---- | --------- |
| 1     | Arturo Medina  | CHI  | 49,49     |
| 2     | Héctor Berruti | URU  | 41,51     |
| 3     | Alberto Asenjo | CHI  | 40,90     |

Finale: 24. April

## Frauenwettbewerbe
Frauenwettbewerbe wurden bei der Südamerikameisterschaft erst ab 1939 ausgetragen.

## Medaillenspiegel
| Medaillenspiegel Endstand nach 21 Entscheidungen | Medaillenspiegel Endstand nach 21 Entscheidungen | Medaillenspiegel Endstand nach 21 Entscheidungen | Medaillenspiegel Endstand nach 21 Entscheidungen | Medaillenspiegel Endstand nach 21 Entscheidungen | Medaillenspiegel Endstand nach 21 Entscheidungen |
| Platz                                            | Land                                             | Gold                                             | Silber                                           | Bronze                                           | Gesamt                                           |
| ------------------------------------------------ | ------------------------------------------------ | ------------------------------------------------ | ------------------------------------------------ | ------------------------------------------------ | ------------------------------------------------ |
| 1                                                | Chile                                            | 10                                               | 10                                               | 13                                               | 33                                               |
| 2                                                | Uruguay                                          | 6                                                | 9                                                | 4                                                | 19                                               |
| 3                                                | Argentinien                                      | 5                                                | 2                                                | 3                                                | 10                                               |